# Avenida Alberdi (Rosario)
La avenida Alberdi (avenida Juan Bautista Alberdi) es una importante arteria del norte de Rosario, Provincia de Santa Fe, Argentina. Su recorrido de 2,5 km arranca desde la estación Cruce Alberdi hasta el comienzo del Bulevar Rondeau. Lleva el nombre del reconido político y economista liberal, Juan Bautista Alberdi.

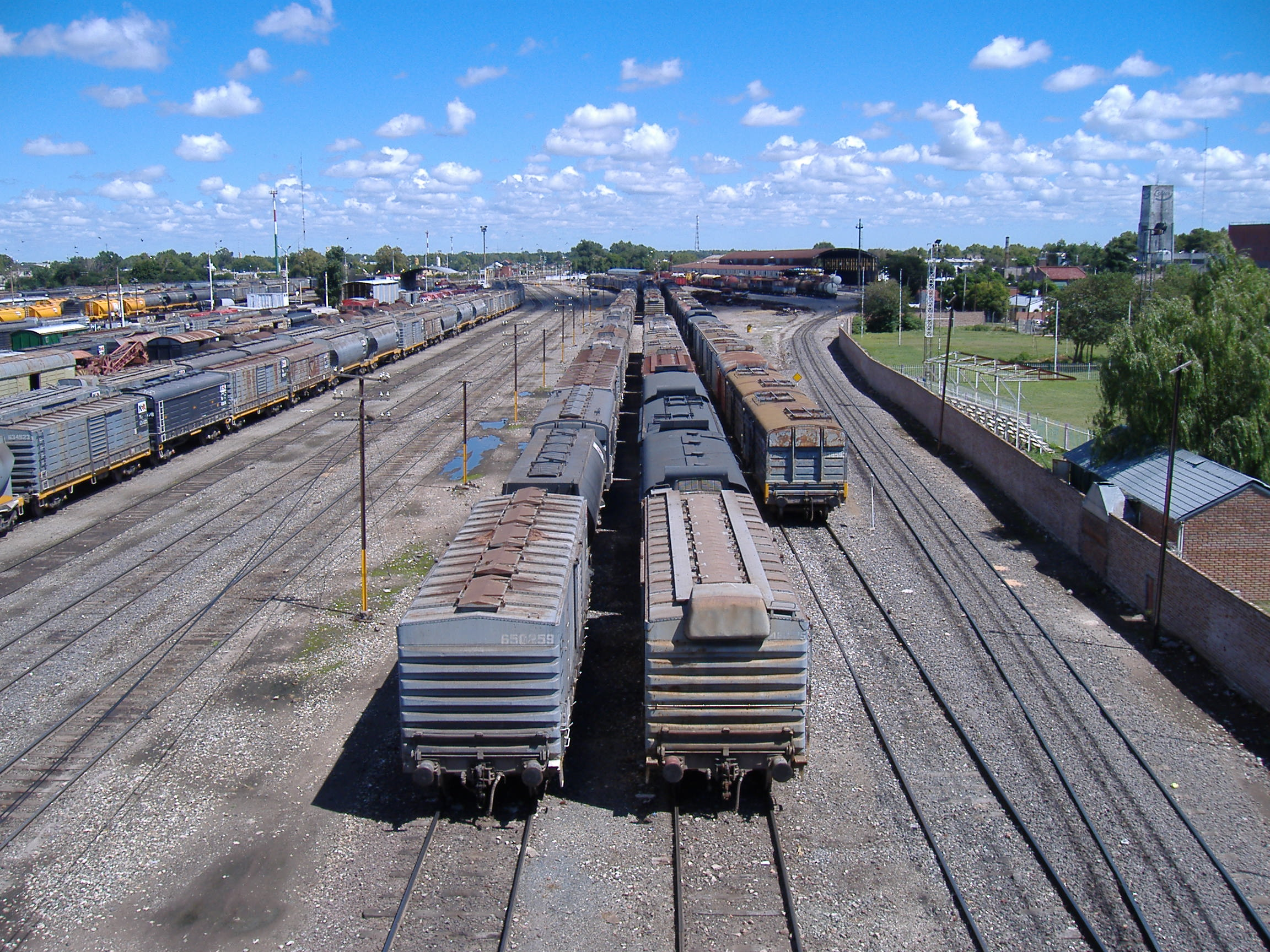
Patio Parada visto desde avenida Alberdi.

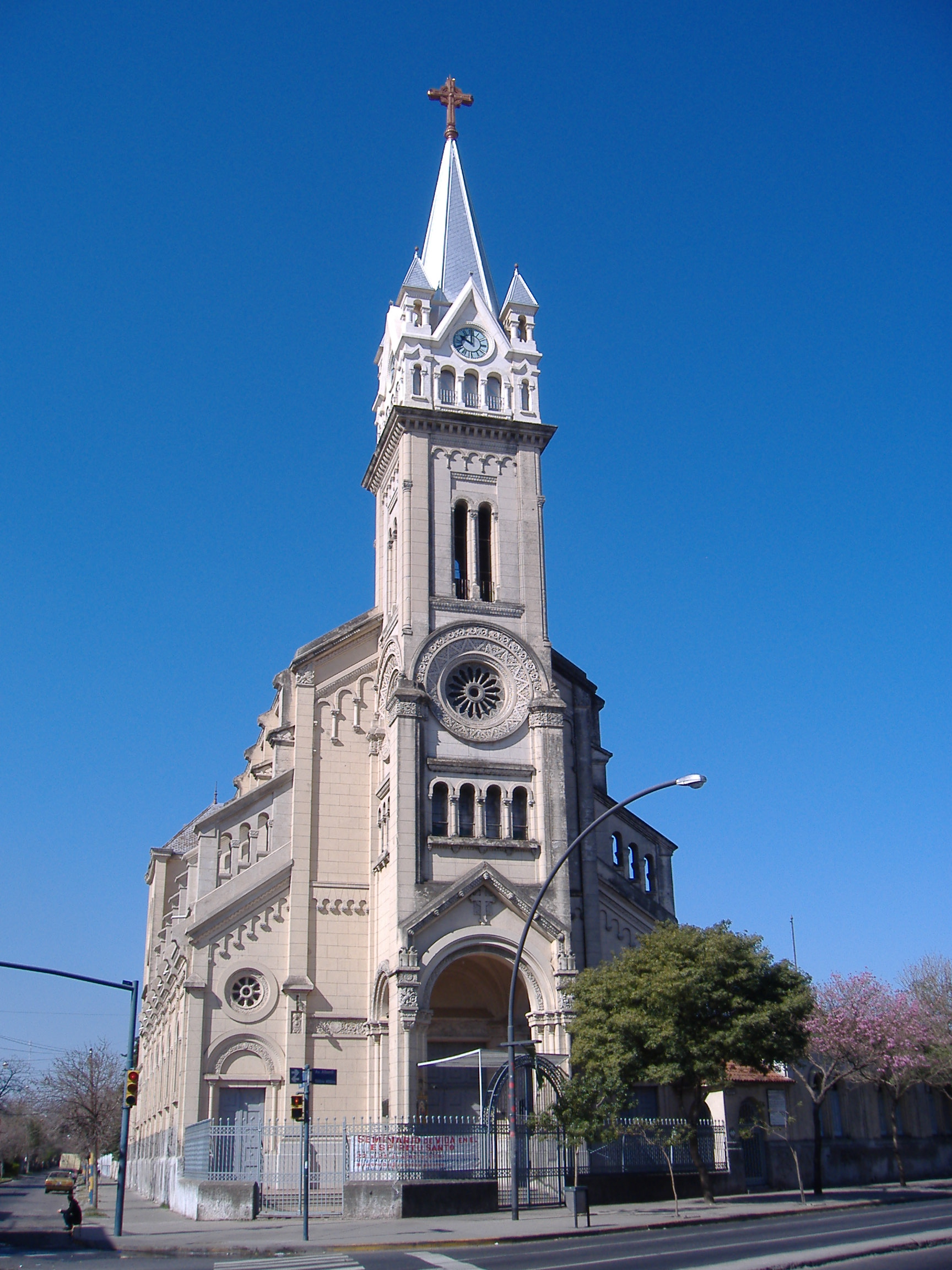
Iglesia Perpetuo Socorro, av. Alberdi, Bo. Lisandro de la Torre.

## Recorrido
La avenida Alberdi comienza en la intersección de las calles San Nicolás y Bordabehere. Luego inicia un trazado en diagonal en sentido SSE-NNO.
En ese lugar también se encuentra el edificio de la compañía Telecom. Luego, pasa por la estación Cruce Alberdi, comienzo del Patio Parada, una gran área de maniobras de ferrocarriles. Ya atravesado a la derecha de la avenida se encuentra el Parque Scalabrini Ortiz. Unos metros más adelante se interseca con la Bulevar Avellaneda, la que conecta al Estadio Gigante de Arroyito.
Aproximadamente en la mitad del recorrido se encuentra la Catedral Nuestra Señora del Perpetuo Socorro. Durante el trayecto de la siguiente mitad esta el Paseo Alberdi, una serie de locales que conforman un centro comercial muy importante del Norte de la Ciudad de Rosario. La Avenida termina al comenzar el Bulevar Rondeau, en la intersección de ésta y Avenida Portugal, acceso al Portal Rosario Shoping.

## Metrobús norte
Tiene su inicio en esta avenida, a la altura del 200, justo en la intersección con Bv Avellaneda. Hábil todos los días del año durante las 24hs. del lado izquierdo de cada mano de la avenida. En canteros centrales se ubican las 12 estaciones para el ascenso y descenso de las unidades del transporte urbano e interurbano de pasajeros, en las intersecciones de Génova, Almafuerte, J. J. Paso, Carballo, Vélez Sarsfield y Junín – Avellaneda.
Las siguientes líneas circulan por el Metrobús: 10 líneas de transporte público que circulan por el tramo: 102 Negra, 103 Roja y Negra, 107 Roja y Negra, 113, 143 Roja y Negra, 146 Roja y Negra, Servicios interurbanos 35/9, M, Expreso y Serodino.

## Accidentes
- Agosto de 2018: Un colectivo atropelló a un peatón en avenida Alberdi.[2]